# Niemeyera whitei
Niemeyera whitei är en tvåhjärtbladig växtart som först beskrevs av André Aubréville, och fick sitt nu gällande namn av L.W. Jessup. Niemeyera whitei ingår i släktet Niemeyera och familjen Sapotaceae. Inga underarter finns listade i Catalogue of Life.